# Factor de crecimiento fibroblástico 23
El factor de crecimiento fibroblástico 23 (FGF23) es una proteína que en humanos es codificada por el gen FGF23. El FGF23 es miembro de la familia de factores de crecimiento fibroblástico, responsable del metabolismo del fósforo a nivel renal.

## Función
La principal función del FGF23 es la regulación de los niveles de fósforo a nivel plasmático. Es secretado por los osteocitos en respuesta a niveles altos de calcitriol. Actúa a nivel renal donde disminuye la expresión de los canales NPT2 (cotransportador sodio-fosfato a nivel del túbulo proximal). De esta forma, disminuye la reabsorción y aumenta la fosfaturia. Además, tiene un efecto supresor a nivel de la enzima 1-alfa-hidroxilasa, disminuyendo la activación de vitamina D.
A nivel de paratiroides, disminuye directamente la secreción de PTH mientras que debido a la disminución de la vitamina D produce un aumento indirecto de esta.

## Significado Clínico
Es importante el conocimiento de este factor de crecimiento ya que estará incrementado en pacientes que están en etapas tempranas de insuficiencia renal crónica.